# Pump
Pump je album rock skupine Aerosmith. Izšel je leta 1989 pri založbi Geffen Records.

## Seznam skladb
1. "Young Lust" - 4:18
2. "F.I.N.E." - 4:09
3. "Going Down/Love in an Elevator" - 5:39
4. "Monkey on My Back" - 3:57
5. "Water Song/Janie's Got a Gun" - 5:38
6. "Dulcimer Stomp/The Other Side" - 4:56
7. "My Girl" - 3:10
8. "Don't Get Mad, Get Even" - 4:48
9. "Hoodoo/Voodoo Medicine Man" - 4:39
10. "What It Takes" - 5:11